# Španjolska socijalistička radnička stranka
Španjolska socijalistička radnička stranka (Partido Socialista Obrero Español, PSOE) je španjolska politička stranka. Osnovao ju je 1879. Pablo Iglesias. Kroz sljedećih 100 godina (1879. – 1979.) se definirala kao stranka radničkog razreda prožeta marksističkim socijalizmom. Pod vodstvom Felipea Gonzáleza na XXVIII. kongresu 1979. stranka prihvaća tržišnu ekonomiju, te se definira kao socijaldemokratska stranka lijevog centra. Članica je Europske socijalističke stranke i Socijalčističke internacionale.
Bila je na vlasti 1982. – 1996. (premijer Felipe González) i 2004. – 2011. (premijer José Luis Rodríguez Zapatero). Na vlast se vratila 2. lipnja 2018. premijer Pedro Sánchez
Glavni tajnik je od srpnja 2014. Pedro Sánchez.